# Prospect (magazine)
Pour les articles homonymes, voir Prospect.

Prospect est un magazine mensuel britannique couvrant un large spectre de sujets, mais mettant l'accent sur la politique et l'actualité. Classé au centre gauche sur l'échiquier politique, il propose des sujets sur la politique britannique, la politique internationale, la psychologie, la culture, l'art, la littérature, la musique, le cinéma et il publie souvent des essais sur l'économie, les questions sociales, l'architecture, les médias, la science et les technologies.
Prospect a une rubrique « opinions » qui propose des contributions provenant d'un large spectre politique.